# Продуктивність сільськогосподарських тварин
Продуктивність сільськогосподарських тварин — кількість і якість продукції, яку одержують за певний період (добу, місяць, рік, протягом життя) від тварини, або здатність робочої худоби виконувати певну роботу. Сільськогосподарських тварин розводять головним чином з метою виробництва продуктів харчування і сировини для переробної промисловості, тому продуктивність сільськогосподарських тварин — основна їх господарсько-корисна властивість. Продуктивність визначається спадковістю, залежить від виду, породи, вікових та інших особливостей і буде високою лише за сприятливих умов годівлі й утримання тварин. 
Молочну продуктивність оцінюють за кількістю і якістю молока, наявністю в ньому білка, жиру, вітамінів та ін. Так, надої у корів за лактацію становлять 4000—5000 кг молока і більше (рекордний — 25 000 кг), у кіз — 450— 550 кг, овець — до 500 кг, кобил — 1000—3000 кг, верблюдиць — 750— 2000 кг, буйволиць — 800—1200 кг. 
М'ясну продуктивність тварин оцінюють за їх масою, якістю м'яса, забійним виходом (процентним відношенням маси туші до передзабійної маси тварини), скороспілістю, затратами кормів на одиницю продукції тощо. При інтенсивному вирощуванні та відгодівлі 1,5-річні бички важать до 450 кг, свині віком 180—210 днів — 95—100 кг, ягнята у віці 6—8 місяців — 40—50 кг, курчата-бройлери за 60 діб досягають 1,5 кг, індиченята за 90— 100 діб — 3,5—4 кг. Забійний вихід у великої рогатої худоби становить 55—65%, свиней —75—80%, овець і кіз — 45—55%. 
Вовнову продуктивність оцінюють за настригом вовни у овець і кіз, а також одержанням овчин і смушків. У тонкорунних овець (маток) настриг вовни становить 5—8 кг (у баранів на 40—60% більше): начіс пуху у кіз пухових порід — 0,3—0,5 кг. 
Яєчна продуктивність птиці оцінюється кількістю знесених яєць за рік і становить у курей 220—250 штук (рекордна — 300), у качок — 120—180. індичок — 100—150, гусок — 50—80. Продуктивність бджолиної сім'ї за сезон становить 100—150 кг меду, в тому числі товарного меду 30—50 кг. 
Продуктивність сільськогосподарських тварин є найважливішим показником, за яким ведеться племінна робота в тваринництві. Методи оцінки її детально розроблені для кожного виду свійських тварин та їхньої продукції. Найвищу продуктивність мають плем. тварини. 